# Birgit Åkesson

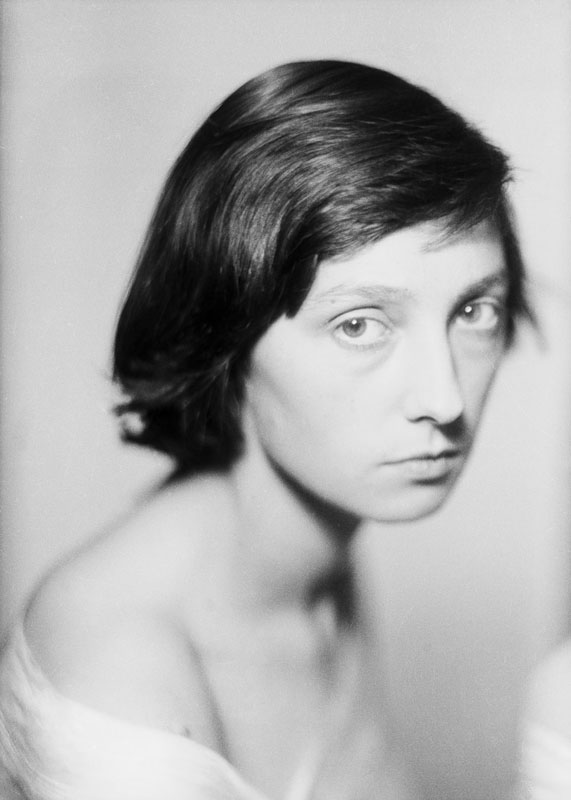
Birgit Åkesson, 1950.

Birgit Åkesson (* 24. März 1908 in Malmö; † 24. März 2001 in Stockholm) war eine schwedische Tänzerin, Choreografin, Tanzpädagogin und Tanzforscherin.

## Leben
Birgit Åkesson absolvierte von 1929 bis 1931 eine Tanzausbildung an der Schule von Mary Wigman in Dresden. In den Jahren 1932 und 1933 erlangte sie in Berlin ihre erste Bühnenerfahrung in der Zusammenarbeit mit der Tänzerin Helga Normann und bei Max Reinhardt. 1933 verließ Åkesson Deutschland und debütierte 1934 in Paris mit ihrem ersten eigenen Tanzprogramm, noch im selben Jahr auch in Stockholm und Malmö. Im Jahr 1935 kam sie zurück nach Paris und eröffnete 1936 ihre eigene Tanzschule in Stockholm. Bis 1939 unternahm sie Tourneen, danach konzentrierte sie sich mehrere Jahre vor allem auf pädagogische Tätigkeiten; auch bekam sie eine Tochter. 1946 gab Åkesson wieder Soloabende und Gastspiele. Ab 1950 hatte sie Lehrstellen, u. a. an der Universität Stockholm, inne. Ab 1951 schuf sie Gruppenchoreografien (Stockholmer Oper, Schauspielhaus; Staatstheater Göteborg), in Zusammenarbeit mit modernen Komponisten, Literaten und Bühnenbildnern. Ab 1967 unternahm Åkesson zahlreiche und ausgedehnte Forschungsreisen durch Afrika und Asien, um andere Kulturen und deren Tänze zu studieren, hatte Gastdozenturen, arbeitete an Büchern und für das schwedische Fernsehen und widmete sich choreografischen Arbeiten wie Höstlöv (mit der Tänzerin Chiang Ching) und Persefone (mit Marie Lindquist).
Birgit Åkesson starb an ihrem 93. Geburtstag in Stockholm. Ihr Nachlass befindet sich im Deutschen Tanzarchiv Köln.

## Künstlerische Bedeutung

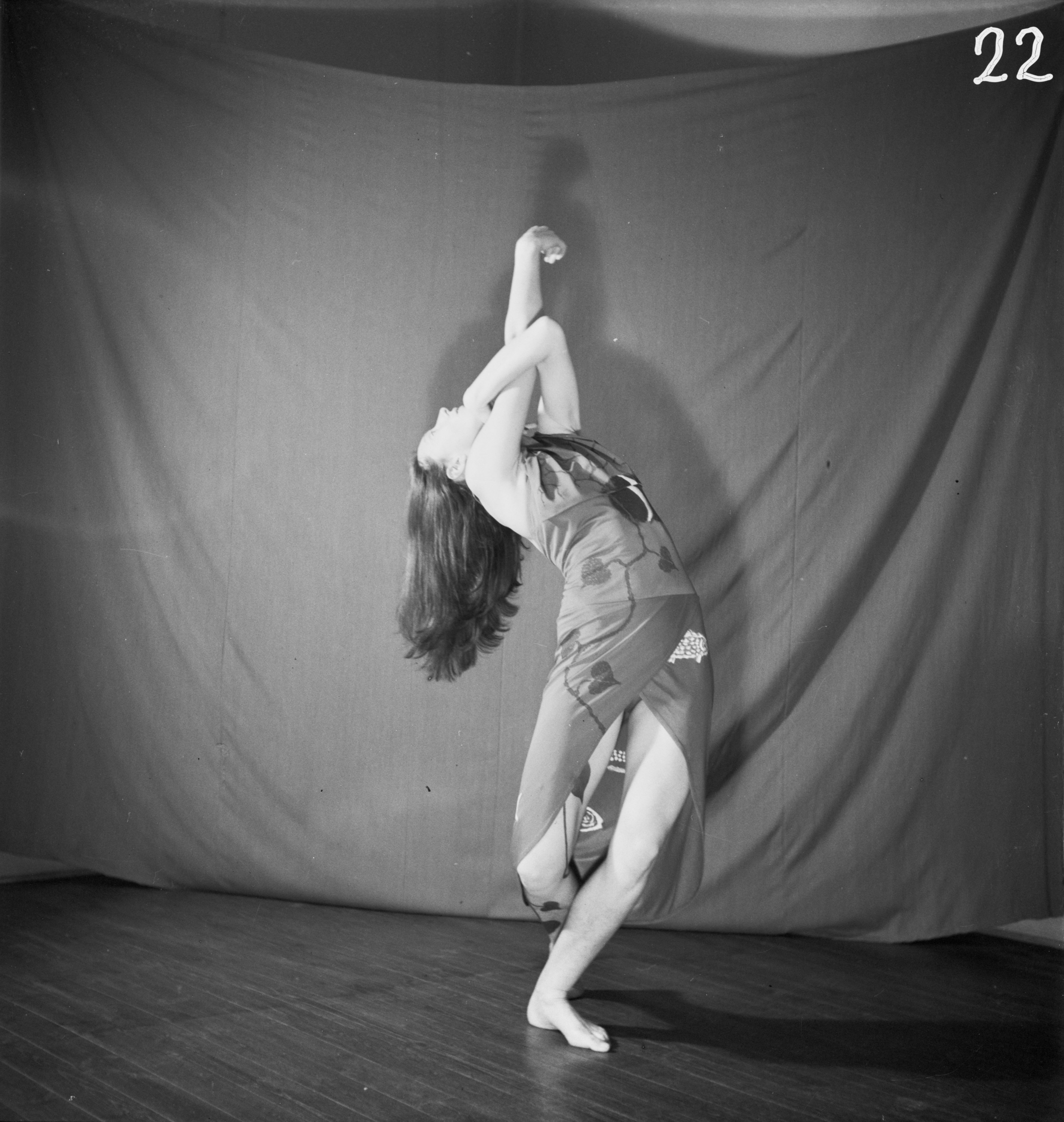
Birgit Åkesson war bekannt für ihre Beweglichkeit und Körperbeherrschung (Foto zwischen 1920 und 1940).

Zu den wichtigsten Solowerken von Åkesson zählen Blå afton (1946), Movement (1949), Öga: sömn i dröm (1953); die bedeutendsten Gruppenchoreografien sind Sisyfos (1957), Minotauros (1958), Aniara (1959), Riter (1960). Die Tänzerin und Choregrafin gilt als „exceptional artist […], one of the most remarkable dance artists Sweden has produced and one who remains a strong influence in the development of modern dance there“. Horace Engdahl prägte den Ausspruch, dass Birgit Åkesson und Birgit Cullberg die „Mütter des modernen Tanzes in Schweden“ seien. Åkesson war bekannt für ihre sehr langsamen und ruhigen Bewegungen, in denen sich ihre Körperbeherrschung zeigte und die das Publikum in den Bann zog. In der damaligen Zeit waren Bewegungen ohne musikalische Untermahlung einzigartig. Anna Greta Ståhle grenzt sie von Cullberg und Ivo Cramér anhand einzelner Werke der drei Choreografen für das Königliche Schwedische Ballett wie folgt ab: „Åkesson belonged to the avantgarde and collaborated with contemporary composers and painters, often using texts by the poet Erik Lindegren.“ Åkessons solistisches Schaffen fällt in die Zeit zwischen dem europäischen modernen Tanz und dem amerikanischen postmodernen Tanz. Nach europäischer Sicht und chronologisch gesehen wäre ihr Werk also korrekt als „post modern“ zu bezeichnen, ohne jedoch dem späteren amerikanischen postmodern dance-Begriff zugeordnet werden zu können (Frank-Manuel Peter). Der englische Autor Fernau Hall fand 1953 – lange vor dem amerikanischen postmodern dance – für Åkessons Soli die Klassifizierung „post expressionist free dance“. Birgit Åkesson ist in ihrem persönlichen Tanzstil einzigartig und in ihrer Bedeutung für die künstlerische Weiterentwicklung des modernen Tanzes von den 1930er bis 1950er Jahren nur mit Dore Hoyer vergleichbar, erlangte jedoch früher als diese internationale Bekanntheit.

## Auszeichnungen und Ehrungen
- Carina-Ari-Ehrenmedaille 1962
- Vasa-Orden 1963
- St.-Erik-Orden 1966
- Läkerols-Svenska-Kulturpreis 1980
- Ausstellung im Deutschen Tanzarchiv Köln 1998
- Ausstellung ihrer afrikanischen Tanzmasken-Sammlung im Etnografiska Museet Stockholm 2007
- Ausstellung (zusammen mit Birgit Cullberg) im Dansmuseet Stockholm 2008

## Schriften
- Källvattnets mask. Om dans i Afrika. Stockholm 1983.
- Den skapande akten. In: Artes. Tidskrift för litteratur, konst och musik. Heft 3. Stockholm 1992, S. 4, 10–36.
- Le Masque des eaux vives. Danses et Chorégraphies traditionelles d’Afrique noire. Paris 1994.
- Att ge spår i luften – Föreläsningar samtal möten. Malmö o. J. (1998).